# Alejandro (hijo de Poliperconte)
Alejandro (en griego antiguo: Αλέξανδρος, fecha de nacimiento desconocida - muerte en 314 a. C.), hijo de Poliperconte, regente del reino de Macedonia, fue un comandante militar durante las Guerras de los diádocos.

## Historia
Antípatro de Macedonia, a su muerte en 319 a. C., dejó la regencia a Poliperconte, provocando el descontento de su propio hijo, Casandro. No obstante, las tropas situadas por Antípatro en las ciudades con guarnición, permanecieron favorables a Casandro. 
La política de Poliperconte, apuntó entonces a restaurar la democracia en las ciudades griegas para convertirlas en aliadas. Con este propósito, envió a su hijo Alejandro a Atenas en el 318 a. C. con la misión de librar la ciudad de Nicanor, que mandaba la guarnición instalada por Antípatro en Muniquia. Este último, consiguió conservar su posición allí, y conquistar las fortificaciones del Pireo. Apoyados por la llegada de Casandro y de nuevas tropas, lograron impedir a Alejandro y a su padre, que llegó como refuerzo, apoderarse del  Ática. Ambos intentaron asediar Atenas, pero debido a la carencia de víveres se replegaron hacia el Peloponeso.
Después de este fracaso, Poliperconte intentó tomar Megalópolis, pero fue un nuevo fracaso y regresó a Macedonia, dejando a Alejandro con un ejército en el Peloponeso. A partir del 316 a. C., conquistó varias ciudades de la región y se convirtió en el dueño de una gran parte de Peloponeso.
El año siguiente, 315 a. C., Antígono I Monóftalmos, cuya ambición y éxitos en el Este, habían reunido contra él a Casandro, Lisímaco, Asandro, y Ptolomeo I, envió a Aristodemo de Mileto al Peloponeso para formar una alianza con Poliperconte y Alejandro. Aristodemo logró convencer a Alejandro para encontrarse personalmente con Antígono. Lo encontró en Tiro (Líbano). Antígono le hizo grandes promesas y le ofreció 500 talentos y concluyeron un tratado entre ellos. Sin embargo, algún tiempo después de su regreso a Grecia, en el mismo año, traicionó a su padre: Casandro le envió a Prepelao con la petición de que desertara de Antígono y que se aliara con él. Le prometió la comandancia de todo el Peloponeso, se le nombraría general de su ejército y se le otorgarían los honores propios de este rango. Alejandro selló la alianza y fue nombrado estratego del Peloponeso.
Alejandro formó una alianza con varias ciudades, en particular Sición y Corinto, que gobernó entonces de manera independiente. En el 314 a. C., en el trascurso de una campaña contra ciudades enemigas, Alejandro al pasar por Sición, fue asesinado por Alexión de Sición y otros supuestos amigos. Los sicionios asesinos habrían tratado probablemente de devolver la autonomía a su ciudad. Pero la viuda de Alexandro, Cratesípolis se enfrentó a los sicionios, sofocó l asedición, los venció y aniquiló, crucificó a una treintena de dirigentes populares y sometió la ciudad..